# Pinus remota
Pinus remota (сосна панцирна) — вид роду сосна родини соснових. Родом з Техасу й півночі Мексики. Це дерево чи кущ від 3 до 9 метрів заввишки. Іноді використовують як декоративне дерево; насіння їстівне.

## Поширення
Поширення: Мексика (Чіуауа, Коауїла, Нуево-Леон); США (Техас). Висотний діапазон: 1200—1600 м над рівнем моря, у Техасі зростає значно нижче, від 450 м. Вид обмежений каньйонами чи гірськими схилами, часто на карбонатних ґрунтах або вапняних скелях, на сухих ділянках сосни часто залишаються чагарниковими. Річна кількість опадів коливається від 300 до 500 мм, але є надзвичайно змінною з року в рік. Мороз є частим у грудні та січні.

## Опис
Це вічнозелені, 3–9 м у висоту дерева чи кущі. Діаметр стовбура від 15 до 40 сантиметрів. Стовбур від сірого до темно-сірого кольору, грубий і лускатий. Голки довгі, від 3 до 4,5 см. Пилкові шишечки спочатку від рожевого до фіолетового кольору, пізніше стають блідо-жовтими. Насіннєві шишки округлі, як правило, від 2,5 до 4 см у довжину з діаметром 3–6 см. Шишки дозрівають протягом двох років. Насіння світло-вохрового кольору з сірим відтінком, обернено-яйцюваті або еліпсоїдні, 12–16 мм довжиною і 8–10 мм завширшки.

## Використання
Рослину іноді висаджують як декоративне дерево, чудовий опір посухам і навіть умовам напівпустель робить вид цінним в жарких, посушливих районах. Їстівне насіння іноді збирають як і інше насіння сосен і продаються як кедрові горіхи.

## Загрози та охорона
Суттєвих загроз нема. Цей вид зустрічається в кількох охоронних територіях в своєму діапазоні поширення.

## Систематика
Перший опис було зроблено в 1966 році як Pinus cembroides var. remota Little Елбертом Лютером Літтлом у журналі Wrightia, том 3; Випуск 8, сторінка 183. Цей таксон отримав видовий статус у 1979 році Даною К. Бейлі та Френком Гудом Хоксвортом Phytologia, том 44, випуск 3, сторінка 129.
Видовий епітет remota походить з латинської мови і означає «видалений», посилаючись на великі відстані між пучками голок.